# 東日內瓦 (紐約州)
東日內瓦（英語：East Geneva）是位於美國紐約州塞尼卡縣的非建制地區。

## 地理
東日內瓦所處的海拔為高於海平面143米（即469英呎），而該地所採用的時區為UTC-5，即北美东部时区（EST）。同時該地設有夏令時間，為UTC-5調快一小時，即UTC-4（EDT）。